# Achosnich
Achosnich (Schots-Gaelisch: Achadh Osnaich) is een gehucht in de buurt van Acharacle in de Schotse lieutenancy Inverness in de raadsgebied Highland.